# Дом И. Ц. Аладжалова
Дом И. Ц. Аладжалова — ростовский памятник градостроительства и архитектуры. Здание расположено в Пролетарском районе города на улице Закруткина. Построено в 1912 году. С 1998 года зданию присвоен статус объекта культурного наследия России регионального значения.
Дом расположен в угловой северо-западной части квартала на пересечении улиц Закруткина и 15-й линии в Ростове-на-Дону. Дом двухэтажный, кирпичный, сложной, приближенной к П-образной конфигурации, с подвалом и многоскатной крышей. Фасады выполнены в стиле модерн. К особенностям можно отнести: ритм, габариты и конфигурацию оконных проёмов, местоположение раскреповок и их завершений, местоположение парадного входа. Стены и декор фасадов выполнены в соответствии с этим стилем.
Также охраняется внутренняя междуэтажная парадная двухмаршевая лестница с ажурным металлическим ограждением. Особенности лестницы: местоположение, конфигурация, габариты лестничных маршей и рисунок орнамента ограждения. Декор помещения лестничной клетки содержит: потолочную овальную профилированную розетку; профилированные карнизные и стеновые тяги; потолочную филёнку сложной геометрической конфигурации на тыльной стороне лестничной площадки второго этажа; фигурные профилированные филёнки стен над дверными проёмами входов в помещения первого этажа и прохода между вестибюлем парадного входа и помещением лестничной клетки.